# سكوت سوتير
سكوت سوتير (13 مايو 1986 لندن الإمبراطورية الرومانية - ) هو لاعب كرة قدم سويسري، يلعب كمدافع.

## وصلات خارجية
سكوت سوتير على موقع الدوري الأمريكي (الإنجليزية)
- سكوت سوتير على موقع قاعدة بيانات كرة القدم.إي يو (الإنجليزية)
- سكوت سوتير على موقع ناشيونال فوتبول تيمز (الإنجليزية)
- سكوت سوتير على موقع Soccerway.com (الإنجليزية)
- سكوت سوتير على موقع عالم كرة القدم.نت (الإنجليزية)
- سكوت سوتير على موقع AS.com (الإسبانية)